# Mariusz Szmyd

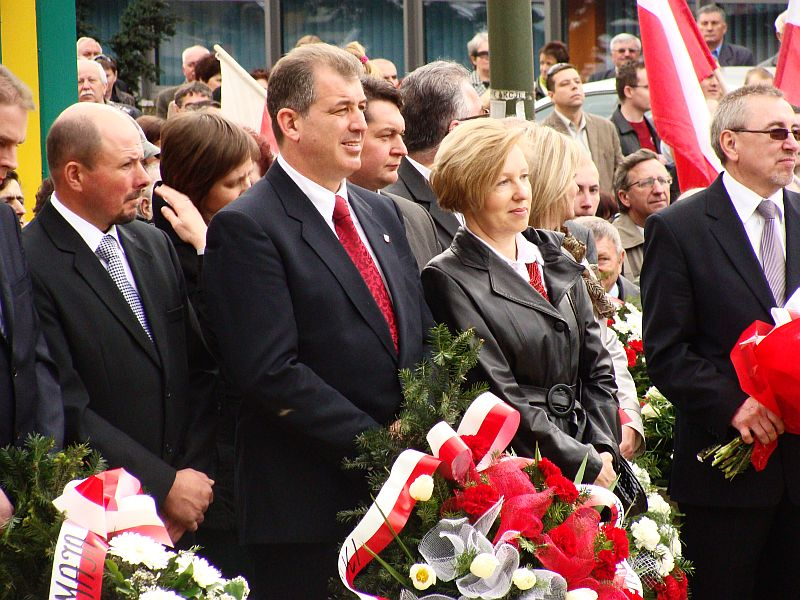
Mariusz Szmyd w 2011. Obok Anna Hałas i Tadeusz Pióro

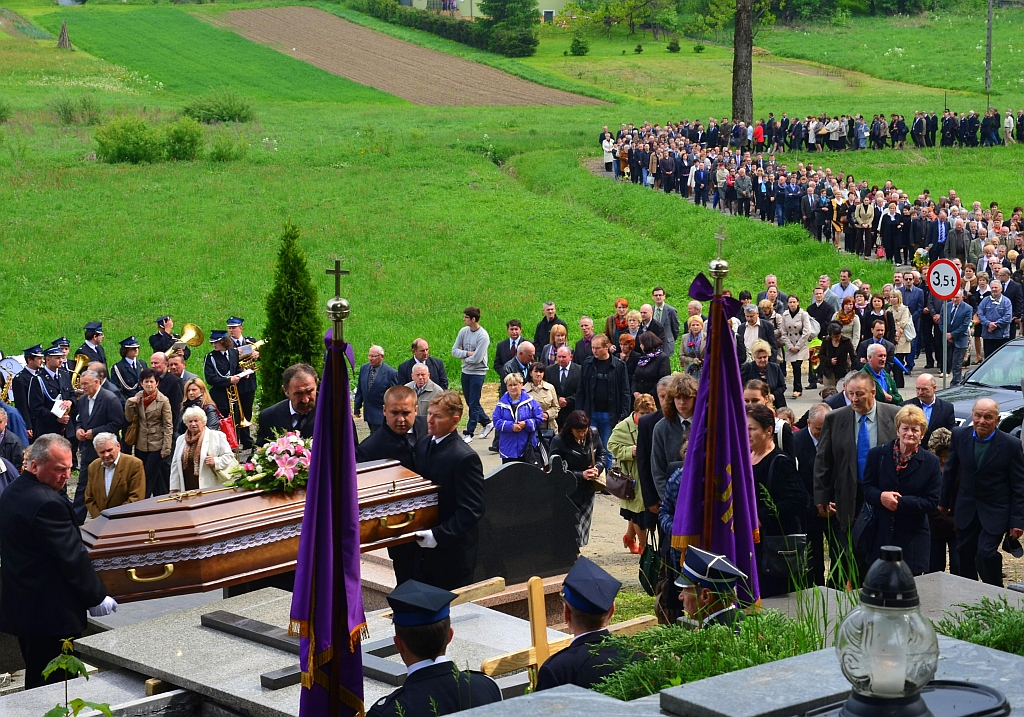
Pogrzeb Mariusza Szmyda

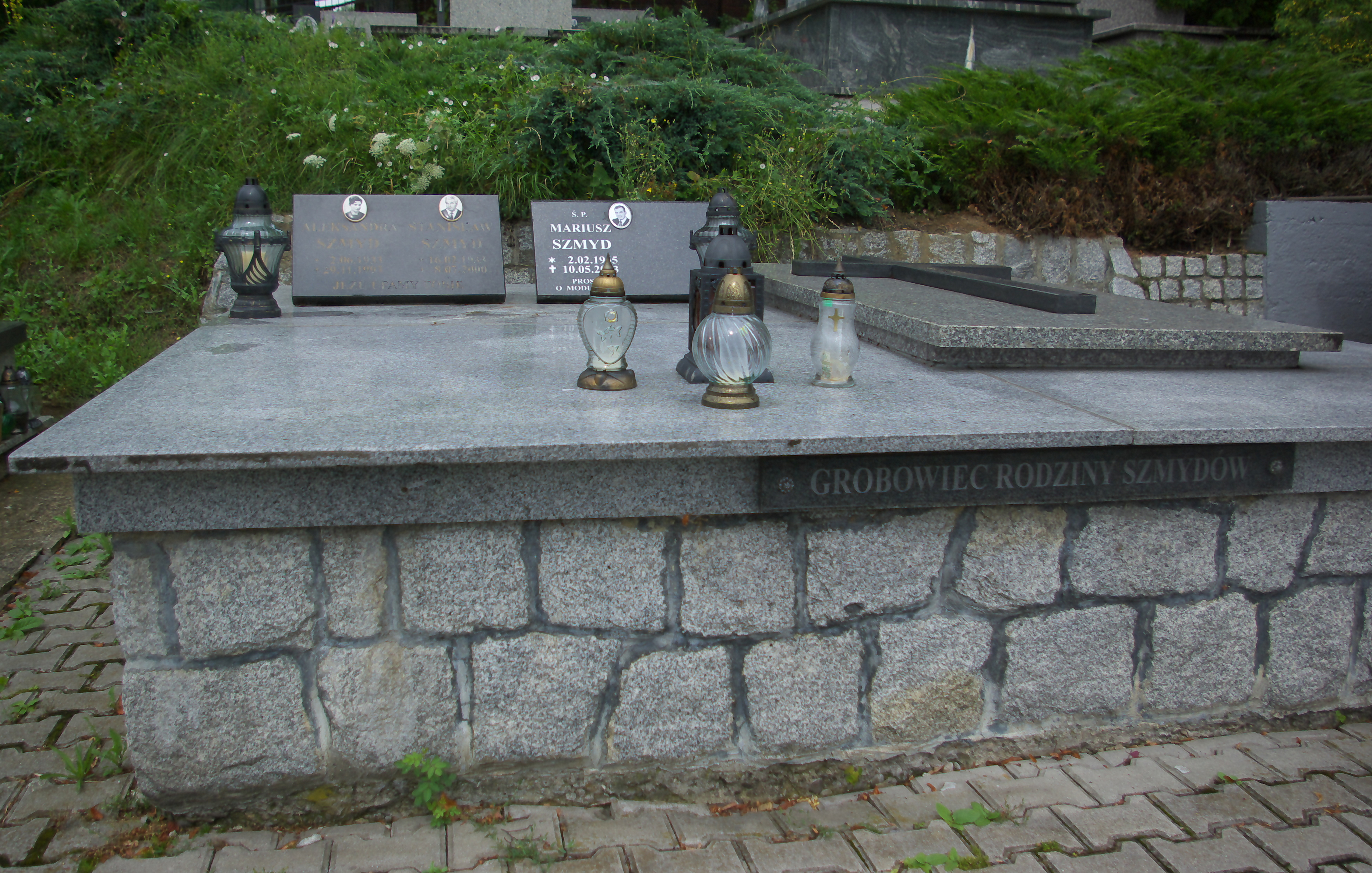
Grobowiec rodziny Szmydów w Czerteżu

Mariusz Józef Szmyd (ur. 2 lutego 1965 w Sanoku, zm. 10 maja 2013 tamże) – polski samorządowiec, wójt gminy Sanok.

## Życiorys
Mariusz Józef Szmyd urodził się 2 lutego 1965 w Sanoku. Był synem Aleksandry (1933–1993) i Stanisława (1933–2000) Szmydów. Większość życia zamieszkiwał w Zabłotcach pod Sanokiem.
W 1979 ukończył Szkołę Podstawową nr 2 im. Stanisława Łańcuckiego w Sanoku, a w 1983 Liceum Zawodowe przy Zespole Szkół Mechanicznych w Sanoku z tytułem mechanika obróbki skrawaniem. Po ukończeniu liceum założył własną firmę, którą prowadził do 1998 – do czasu, kiedy został wybrany wójtem gminy Sanok. W latach 1989–1993 studiował ekonomię oraz organizację produkcji na Akademii Ekonomicznej w Krakowie, prowadząc jednocześnie rodzinny sklep spożywczy w Zabłotcach, następnie w latach 1993–1995 na tej samej uczelni ukończył studia na Wydziale Finansów (kierunek finanse i rachunkowość), uzyskując dyplom magistra. W 1998 ukończył studia podyplomowe w zakresie rachunkowości i finansów. W latach 2000–2001 studiował w Szkole Głównej Handlowej w Warszawie, na kierunku zarządzanie projektami Unii Europejskiej. W 2008 ukończył Akademię Liderów Samorządowych na Wydziale Prawa i Administracji Uniwersytetu Warszawskiego. W 2012 uzyskał stopień doktora nauk humanistycznych za rozprawę Zreformowany system edukacji w kontekście funkcjonowania samorządu lokalnego. Studium analityczne na przykładzie Gminy Sanok w latach 1999–2009, napisaną pod kierunkiem ks. prof. dra hab. Janusza Mierzwy na Wydziale Nauk Historycznych i Społecznych Uniwersytetu Kardynała Stefana Wyszyńskiego w Warszawie, obronioną w lipcu 2012.
11 września 2012 we własnym domu w sanockiej dzielnicy Dąbrówka Mariusz Szmyd zastrzelił żonę, a następnie postrzelił siebie w głowę. Po próbie samobójczej przebywał w Szpitalu Wojewódzkim nr 2 w Rzeszowie, zaś od połowy listopada 2012 znajdował się na oddziale neurologicznym sanockiego szpitala. Prowadząca śledztwo Prokuratura Okręgowa w Krośnie była przygotowana postawić mu zarzut zabójstwa i nielegalnego posiadania broni, jednak nie doszło do tego ze względu na jego stan zdrowia. Zmarł 10 maja 2013 o godzinie 7:30 na oddziale wewnętrznym sanockiego Szpitala Specjalistycznego. 14 maja 2013, po mszy św. w kościele pw. św. Antoniego w Czerteżu, został pochowany w grobowcu rodzinnym na cmentarzu przy cerkwi Przemienienia Pańskiego w Czerteżu. 11 czerwca 2013 Prokuratura Okręgowa w Krośnie, z uwagi na śmierć podejrzanego, wydała postanowienie o umorzeniu śledztwa przeciwko Mariuszowi Szmydowi, podejrzanego o zabójstwo żony oraz o nielegalne posiadanie broni i amunicji.
Jego żona Aleksandra (1968-2012) była wiceprezesem ds. finansowych Bieszczadzkiej Spółdzielczej Kasy Oszczędnościowo Kredytowej. Mieli troje dzieci.

## Działalność polityczna
W wyborach samorządowych w 1994 uzyskał mandat radnego Rady gminy Sanok. Był również delegatem do krośnieńskiego sejmiku samorządowego. W wyborach samorządowych w 1998 uzyskał reelekcję i został wybrany wójtem gminy Sanok. W wyborach samorządowych w 2010 został wybrany na czwartą kadencję na stanowisko wójta gminy Sanok, uzyskując 70,66% głosów. Od 2007 gmina Sanok znajdowała się w gronie Złotej Setki Gmin Podkarpacia (coroczny specjalny raport prezentowany przez Gazetę Codzienną „Nowiny” wspólnie z Wyższą Szkołą Zarządzania w Rzeszowie, podsumowujący kończącą się kadencję samorządu, oceniający aspekty: gospodarczy, społeczny, ekonomiczny i pozyskanie środków zewnętrznych). Po zdarzeniu z 11 września 2012, skutkującym niemożliwością sprawowania urzędu przez Mariusza Szmyda, do zadań i kompetencji wójta została wyznaczona Anna Hałas, jednakże formalnie był wójtem do momentu śmierci.

## Odznaczenia
- Srebrny Krzyż Zasługi (10 stycznia 2011, za zasługi w działalności na rzecz społeczności lokalnej)[25][26][27]
- Medal Komisji Edukacji Narodowej (14 października 2011)[28]
- Odznaka „Przyjaciel Dziecka”[29]

## Nagrody i wyróżnienia
- Wyróżnienie dla Najlepszego Wójta w Województwie Podkarpackim w 2010 roku oraz nominacja do Podkarpackiej Nagrody Samorządowej za 2010 rok (12 maja 2011)[30]
- Honorowy Medal Polskiego Klubu Infrastruktury Sportowej (PKIS) przyznany za powstanie w 2012 „Białego Orlika” w Trepczy[31] – pierwszego sztucznego lodowiska w gminie wiejskiej na terenie województwa podkarpackiego (marzec 2012)